# Sanaa Frederick
Sanaa Frederick Frederick (* 3. Januar 2006) ist eine Leichtathletin aus Trinidad und Tobago, die sich auf den Sprint spezialisiert hat. Auch ihre Zwillingsschwester Solé Frederick ist als Sprinterin aktiv.

## Sportliche Laufbahn
Erste internationale Erfahrungen sammelte Sanaa Frederick Frederick bei den CARIFTA Games 2023 in Nassau, bei denen sie mit 11,65 s die Bronzemedaille im 100-Meter-Lauf in der U20-Altersklasse gewann und mit der 4-mal-100-Meter-Staffel in 45,35 s die Silbermedaille gewann. Zudem gewann sie auch mit der 4-mal-400-Meter-Staffel in 3:44,19 min die Silbermedaille und siegte in 23,60 s im 200-Meter-Lauf. Anschließend schied sie bei den Zentralamerika- und Karibikspielen in San Salvador mit 23,87 s in der Vorrunde über 200 Meter aus und gewann mit der 4-mal-100-Meter-Staffel in 43,43 s die Silbermedaille hinter dem kubanischen Team. Daraufhin gewann sie bei den Commonwealth Youth Games in Port of Spain in 11,48 s die Bronzemedaille über 100 Meter und gewann in der Mixed-Staffel über 4-mal 100 Meter in 42,77 s die Bronzemedaille. Im Jahr darauf belegte sie den CARIFTA Games in St. George’s in 23,24 s den vierten Platz über 200 Meter und gewann mit der 4-mal-100-Meter-Staffel in 44,43 s die Silbermedaille, wie auch mit der 4-mal-400-Meter-Staffel in 3:47,51 min. Im August nahm sie mit der 4-mal-100-Meter-Staffel an den Olympischen Sommerspielen in Paris teil und schied dort mit 43,99 s im Vorlauf aus. Zudem begann sie im Herbst ein Studium an der University of Georgia in den Vereinigten Staaten. Bei den CARIFTA Games 2025 in Port of Spain belegte sie in 11,58 s den sechsten Platz über 100 Meter und sicherte sich im Staffelbewerb in 44,76 s die Bronzemedaille.
2024 wurde Frederick Landesmeisterin im 200-Meter-Lauf.

## Persönliche Bestzeiten
- 100 Meter: 11,38 s (+0,8 m/s), 8. Juni 2024 in Atlanta
  - 60 Meter (Halle): 7,39 s, 25. Januar 2025 in College Station
- 200 Meter: 23,41 s (+1,0 m/s), 4. April 2025 in Gainesville